# Enrique Angelelli

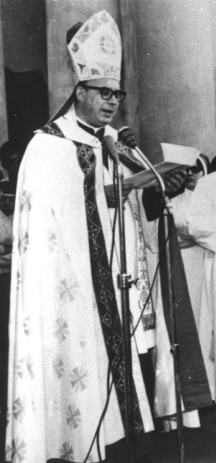
Bischof Enrique Angelelli während eines Gottesdienstes.

Enrique Ángel Angelelli Carletti (* 17. Juni 1923 in Córdoba; † 4. August 1976) war römisch-katholischer Bischof von La Rioja. Zur Zeit der argentinischen Militärdiktatur des Prozesses der Nationalen Reorganisation wurde Angelelli wegen seines Einsatzes in sozialen Fragen in Argentinien getötet. In der katholischen Kirche wird er als Seliger verehrt.

## Leben
Enrique Angelelli ist der Sohn italienischer Immigranten in Argentinien. Er besuchte ab dem Alter von 15 Jahren das Seminar Nuestra Señora de Loreto. Nach dem Studium der Philosophie und der Theologie schickte sein Bischof ihn nach Rom, um an der Gregoriana Kirchenrecht zu studieren.

### Priester und Bischof
Am 9. Oktober 1949 wurde Angelelli in Rom zum Priester geweiht. Nachdem er sein Studium mit dem Lizenziat abgeschlossen hatte, kehrte er 1951 nach Córdoba zurück. Er begann in einer Kirchengemeinde zu arbeiten, gründete Jugendbewegungen und besuchte die Armenviertel von Córdoba. Sein Blick richtete sich in seiner pastoralen Arbeit auf die Lebensbedingungen armer Menschen. Papst Johannes XXIII. ernannte ihn am 12. Dezember 1960 zum Titularbischof von Lystra und zum Weihbischof im Erzbistum Córdoba. Die Bischofsweihe spendete ihm der Erzbischof von Córdoba, Ramón José Castellano, am 12. März des folgenden Jahres. Mitkonsekratoren waren der Erzbischof von Tucumán, Juan Carlos Aramburu, und der Bischof von San Luis, Emilio Antonio di Pasquo.
Angelelli wurde in die Gewerkschafts- und Arbeitskonflikte hineingezogen und arbeitete mit anderen Priestern gemeinsam an einer Erneuerung der Kirche. Infolge dieser Tätigkeiten wurde Angelelli 1964 zeitweise von seinen Aufgaben entpflichtet. Dessen ungeachtet nahm er an der ersten, dritten und vierten Sitzungsperiode des Zweiten Vatikanischen Konzils als Konzilsvater teil.
Angelelli unterstützte in der folgenden Zeit die Organisation der Arbeiterpriesterbewegung Priester für die Dritte Welt, der er aber nicht als Mitglied beitrat.
Papst Paul VI. ernannte ihn am 3. Juli 1968 zum Bischof von La Rioja im nordwestlichen Argentinien. Dort unterstützte Angelelli die Gründung von Bergarbeiterorganisationen sowie andere Arbeitnehmerinteressenvertretungen.

### Konflikt mit der Familie Menem
Am 13. Juni 1973 besuchte Angelelli die argentinische Stadt Anillaco, die Heimatstadt der Oligarchenfamilie Menem, um dort den Schutzpatron der Stadt kirchlich zu feiern. Ihm begegnete ein Mob aus Händlern und Großgrundbesitzern, darunter der Bruder des Gouverneurs Amado Menem und dessen Söhne César und Manuel Menem. Der Mob drang gewaltsam in die Kirche ein, in der Angelelli die Messe feierte. Angelelli unterbrach daraufhin die Messe und wurde mit Steinen beworfen. Angelelli verließ den Ort und sprach ein zeitlich befristetes Interdikt über die Familie Menem und deren Unterstützer aus.
Vicente Faustino Zazpe, der Erzbischof von Santa Fe, und Pedro Arrupe, der 28. Generalobere der Gesellschaft Jesu, wurden vom Vatikan nach La Rioja gesandt. Sie unterstützten Angelelli in seinem Vorgehen und dessen Interdikt gegen die Familie Menem. Andererseits bezogen der Präsident der argentinischen Bischofskonferenz, Adolfo Tortolo, und der Apostolische Nuntius, Lino Zanini, ablehnende Positionen zu Angelelli. Sie unterstützten offen die vom Interdikt betroffenen Personen und schenkten ihnen unter anderem Kruzifixe. Umgekehrt erfuhr Angelelli Zuspruch und Unterstützung von Landsleuten, die der katholischen Kirche fern standen, jedoch seinen Einsatz in der Verteidigung der Menschenrechte bewunderten.

### Unter der Diktatur des Militärs
Am 12. Februar 1976 nahm das argentinische Militär Esteban Inestal den Generalvikar von La Rioja und zwei Aktivisten der diözesanen Landarbeiterbewegung gefangen. Angelelli forderte vom Militär Auskunft über den Verbleib der drei Arrestierten, erhielt jedoch keine Antwort. Er reiste daraufhin nach Córdoba, um mit Luciano Benjamín Menéndez, dem Kommandanten des 3. Armeekorps, persönlich zu sprechen. Aus Sicherheitsgründen ließ er sich von Raúl Primatesta, dem Erzbischof von Córdoba, begleiten. Menéndez sagte zu Angelelli: «El que tiene que cuidarse es usted.» (spanisch: „Wer sich vorsehen muss, sind Sie selbst.“) Als Angelelli Mitte März 1976 bei einem Gottesdienst in der Kapelle im Luftwaffenstützpunkt in El Chamical an die Verpflichtung der Christen zum Einsatz für Gerechtigkeit erinnerte, unterbrach ihn der Kommandeur und erteilte dem Bischof ein Predigtverbot.
Am 24. März 1976 putschte sich das Militär an die Macht. Der Druck auf Angelelli und seine Umgebung erhöhte sich stark. Auf der ersten Versammlung des argentinischen Episkopats nach dem Putsch verlas Angelelli ein Memorandum mit 37 Punkten, die er als „Stationen auf dem riojanischen Kreuzweg“ bezeichnete. Das Memorandum berichtete von Einschüchterungen und Verschleppungen von Priestern, Seminaristen, Ordensfrauen und Laien in Angelellis Bistum. Am 18. Juli wurden die Priester Carlos de Dios Murias und Gabriel Longueville in El Chamical von Polizeiangehörigen ermordet. Am folgenden Tag überfielen maskierte Männer das Pfarrhaus in Sanogasta. Dem dortigen Priester hatte Angelelli allerdings bereits empfohlen, sich zu verstecken. Die Maskierten ermordeten ein Gemeindemitglied, das sie im Pfarrhaus antrafen.

### Todesumstände
Am 4. August 1976 hielt Angelelli in El Chamical eine Messe zur Erinnerung an die ermordeten Priester Murias und Longueville. Nach der Messe fuhr er gemeinsam mit dem Priester Arturo Pinto zurück. Nach späteren Angaben Pintos folgten ihnen zwei Wagen, die Angelellis Wagen bei Punta de los Llanos von der Straße abdrängten. Angelelli verstarb an der Unfallstelle. Zum Zeitpunkt seines Todes trug er selbstverfasste Papiere bei sich, die von einer „Komplizenschaft des Episkopats“ mit der Diktatur sprachen.
Von staatlicher und kirchlicher Seite wurde der Vorfall als Straßenverkehrsunfall dargestellt, der aufgrund eines geplatzten Reifens entstanden sei. Demgegenüber erklärten einzelne Bischöfe wie Jaime de Nevares, Jorge Novak und Miguel Hesayne, dass Angelelli ermordet wurde. Juan Carlos Aramburu, der Erzbischof von Buenos Aires, sagte dagegen, es gäbe „keine konkreten Beweise, um von einem Verbrechen reden zu können“. Aramburu wurde später Kollaboration mit dem Militärregime vorgeworfen.

### Juristische Aufarbeitung
Erst am 19. Juni 1986 urteilte der argentinische Richter Aldo Morales, dass der Tod von Angelelli kein Unfall gewesen sei, sondern „kaltblütig geplanter Mord“. Einige Militärangehörige wurden in die Anklage verwickelt, so dass das Militär weitere Untersuchungen des mittlerweile demokratisch regierten Argentiniens zu behindern versuchte. Das Gerichtsverfahren wurde am Obersten Verfassungsgericht in Argentinien fortgesetzt, das das Verfahren an die Kammer von Córdoba verwies. Das dortige Gerichtstribunal erklärte, dass es möglich sei, dass der Befehl zur Ermordung von Luciano Menéndez kam.
Im April 1990 wurden weitere Untersuchungen wegen Mordes gegen drei Militärangehörige (José Carlos González, Luis Manzanelli und Ricardo Román Oscar Otero) durch das Amnestiegesetz Ley de Punto Final gestoppt, welches unter der Regierung Raúl Alfonsíns verabschiedet worden war. 2005 wurde dieses Gesetz wieder aufgehoben. Das Verfassungsgericht in Buenos Aires beschäftigte sich erneut mit dem Sachverhalt und verwies erneut das Verfahren gegen die angeklagten Militärangehörigen an die Kammer in Córdoba und die weiteren Verfahren wegen möglicher Beteiligung am Mord durch einige Zivilisten an das Gericht in La Rioja. Im Mai 2006 wurde Menéndez in La Rioja vom Gericht vorgeladen, wo er die Aussage verweigerte. Im Juli 2006 erklärte die argentinische Bischofskonferenz erstmals ihre Bereitschaft, an der Aufklärung von Angelellis Todesumständen mitzuwirken. Im Dezember 2010 wurde Menéndez erneut vorgeladen, gemeinsam mit dem ehemaligen Juntachef Jorge Videla. Am 5. Juli 2014 verurteilte ein Bundesgericht in La Rioja Menéndez und den ehemaligen Vizeadmiral Luis Fernando Estrella zu einer lebenslangen Freiheitsstrafe. Papst Franziskus hatte dem Gericht aus vatikanischen Unterlagen als Beweismaterial einen Brief und einen Bericht zukommen lassen, den der damalige Nuntius in Argentinien, Pio Laghi, von Enrique Angelellis erhalten hatte. Darin nannte Angelelli Beispiele für die Verbrechen der Militärdiktatur. Erzbischof Laghi hatte wahrheitswidrig den Erhalt jenes Briefes und Berichtes stets bestritten.

## Vermächtnis
In Argentinien hat das Gedenken an Enrique Angelelli heute eine ähnliche Bedeutung wie das Vermächtnis des Märtyrerbischofs Óscar Romero in El Salvador. Hohe Verehrung genießt er vor allem in kirchlichen Basisgemeinden. 2006 erklärte der argentinische Präsident Néstor Kirchner den Tag von Angelellis Ermordung zum nationalen Trauertag. Menschenrechtsgruppen und Weggefährten Angelellis begrüßten die Entscheidung.

## Seligsprechung
Im Jahr 2015 wurde ein Verfahren zur Seligsprechung Angelellis eingeleitet. Am 8. Juni 2018 bestätigte Papst Franziskus das Martyrium Angelellis, der Priester Murias und Longueville sowie des Familienvaters Wenceslao Pedernera. Die Seligsprechung erfolgte am 27. April 2019 in La Rioja (Argentinien) durch Kardinal Giovanni Angelo Becciu, zusammen mit der Seligsprechung von Carlos de Dios Murias, Gabriel Longueville und Wenceslao Pedernera.